# J. Smith-Cameron
Jean Isabel Smith, professionellt krediterad som J. Smith-Cameron, född 7 september 1957 i Louisville i Kentucky, är en amerikansk skådespelerska. 
Hon har uppmärksammats för sina roller som Janet Talbot i SundanceTV-serien Rectify och Gerri Kellman i HBO-serien Succession. Den sistnämnda serien gav henne två stycken nomineringar på Primetime Emmy Awards.
Smith-Cameron, som är uppvuxen i Greenville i South Carolina, är sedan år 2000 gift med dramatikern, manusförfattaren och filmregissören Kenneth Lonergan. Paret har en dotter tillsammans.

## Skådespelarinsatser (i urval)

### Filmer
- 1987 – Ett antikvariat i London
- 1992 – That Night
- 1995 – Jeffrey
- 1995 – På tal om Afrodite
- 1995 – Let It Be Me
- 1995 – Sabrina
- 1996 – Harriet – den lilla listiga spionen
- 1996 – A Modern Affair
- 1996 – Före detta fruars klubb
- 1996 – Kontraktet
- 1997 – Ute eller inte
- 1999 – Carrie 2
- 2000 – You Can Count on Me
- 2011 – Margaret
- 2012 – Man on a Ledge
- 2016 – Christine
- 2022 – Vengeance
- 2024 – Turtles All the Way Down

### TV-serier
- 1984–1985 – Guiding Light (TV-serie)
- 1985–1989 – McCall (TV-serie) (i USA kallad The Equalizer)
- 1992 – I lagens namn (TV-serie) (även 1998, 2003 och 2009)
- 1996 – Uppdrag: mord (TV-serie)
- 1996 – Spin City (TV-serie)
- 2001 – Law & Order: Criminal Intent (TV-serie) (även 2007)
- 2010 – The Big C (TV-serie)
- 2010–2011 – True Blood (TV-serie)
- 2011 – Law & Order: Special Victims Unit (TV-serie)
- 2013–2016 – Rectify (TV-serie)
- 2014 – Madam Secretary (TV-serie)
- 2015 – The Good Wife (TV-serie)
- 2016–2018 – Divorce (TV-serie)
- 2017–2020 – Search Party (TV-serie)
- 2018 – Mozart in the Jungle (TV-serie)
- 2018–2023 – Succession (TV-serie)
- 2022 – Fleishman Is in Trouble (TV-serie)
- 2023 – Teenage Euthanasia (TV-serie) (röst)
- 2024 – Hacks (TV-serie)

### Teaterproduktioner
- 1999 – Tartuffe (även 2003)
- 2012 – Jungfruleken

### Musikvideos
- 2023 – "Say It Like You Mean It" (Sleater-Kinney)